# فیلمان
فیلمان (انگلیسی: Fielmann) شرکت خرده‌فروشی آلمانی است، که در زمینه تولید و فروش تجهیزات بینایی‌سنجی، انواع عینک و عینک آفتابی، همچنین محصولات مراقبت سلامت فعالیت می‌نماید.
شرکت فیلمان در سال ۱۹۷۲ توسط گونتر فیلمان تأسیس شد و هم‌اکنون مالک شبکه‌ای از ۷۲۳ شعبه فروش در کشورهای مختلف می‌باشد. دفتر مرکزی این شرکت در شهر هامبورگ قرار دارد و بخشی از سهام آن در بازار بورس فرانکفورت معامله می‌شود.